# Jošinori Išigami
Jošinori Išigami (japonsko 石神 良訓), japonski nogometaš, * 4. november 1957.
Za japonsko reprezentanco je odigral 12 uradnih tekem.